# 尹覺民
尹覺民（？—？），字维衡，號任我，直隶真定府冀州人，明朝政治人物。

## 生平
万历二十五年（1597年）丁酉科順天乡试舉人，三十二年（1604年）甲辰科进士，大理寺觀政，三十三年授汾阳县知县，三十八年升户部廣東司主事，三十九年临清管仓，四十年升员外，四十一年升郎中。